# Pangsang
Pangsang är en kommun i Myanmar.   Den ligger i regionen Shanstaten, i den nordöstra delen av landet, 400 km nordost om huvudstaden Naypyidaw.